# Robert Marconis
Robert Marconis (1 d'octubre del 1945, Tolosa, França) és un geògraf francès, professor de geografia a l'Institut d'Estudis Polítics de Tolosa i a la Universitat de Toulouse - Jean Jaurès. És especialista en transports comuns i les composicions urbanes i territorials. En aquest sentit, s'ha especialitzat en la composició urbana de Tolosa i de les altres ciutats o nuclis urbans del Migdia Pirineus.